# Брауверсгавен
Брауверсгавен (нід. Brouwershaven) — місто в нідерландській провінції Зеландія. Входить до муніципалітету Схаувен-Дьойвеланд.
Його площа — 6,56 км², а населення станом на 2021 рік становило 1250 осіб.
До 1997 року мало статус окремого муніципалітету.

## Галерея

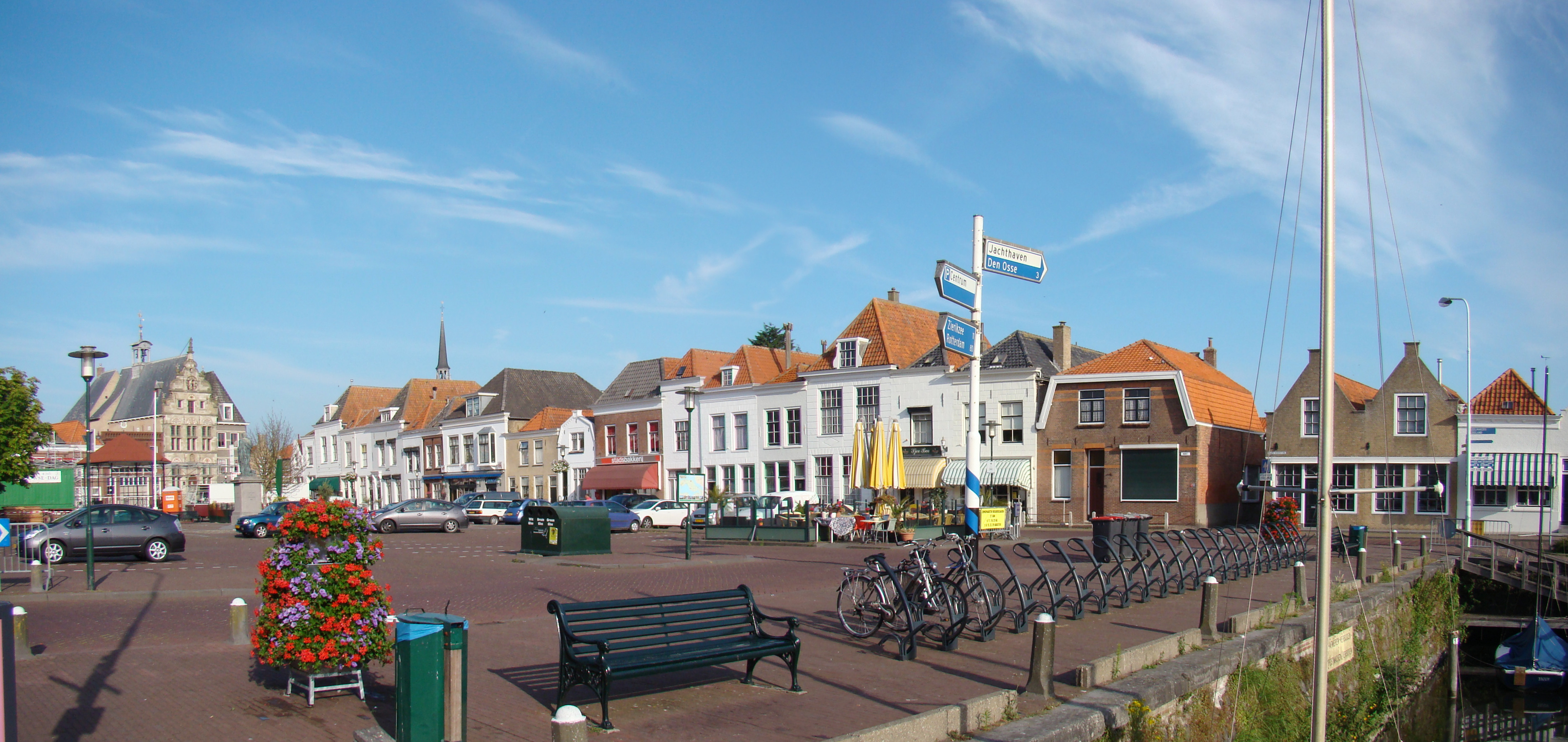
Міська площа
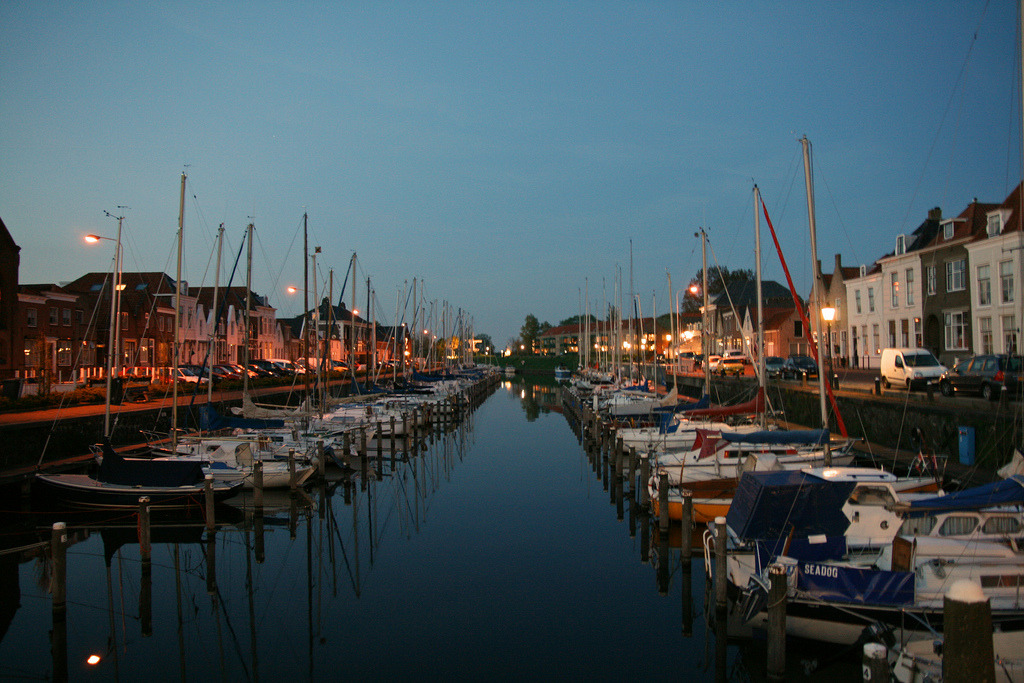
Міська гавань
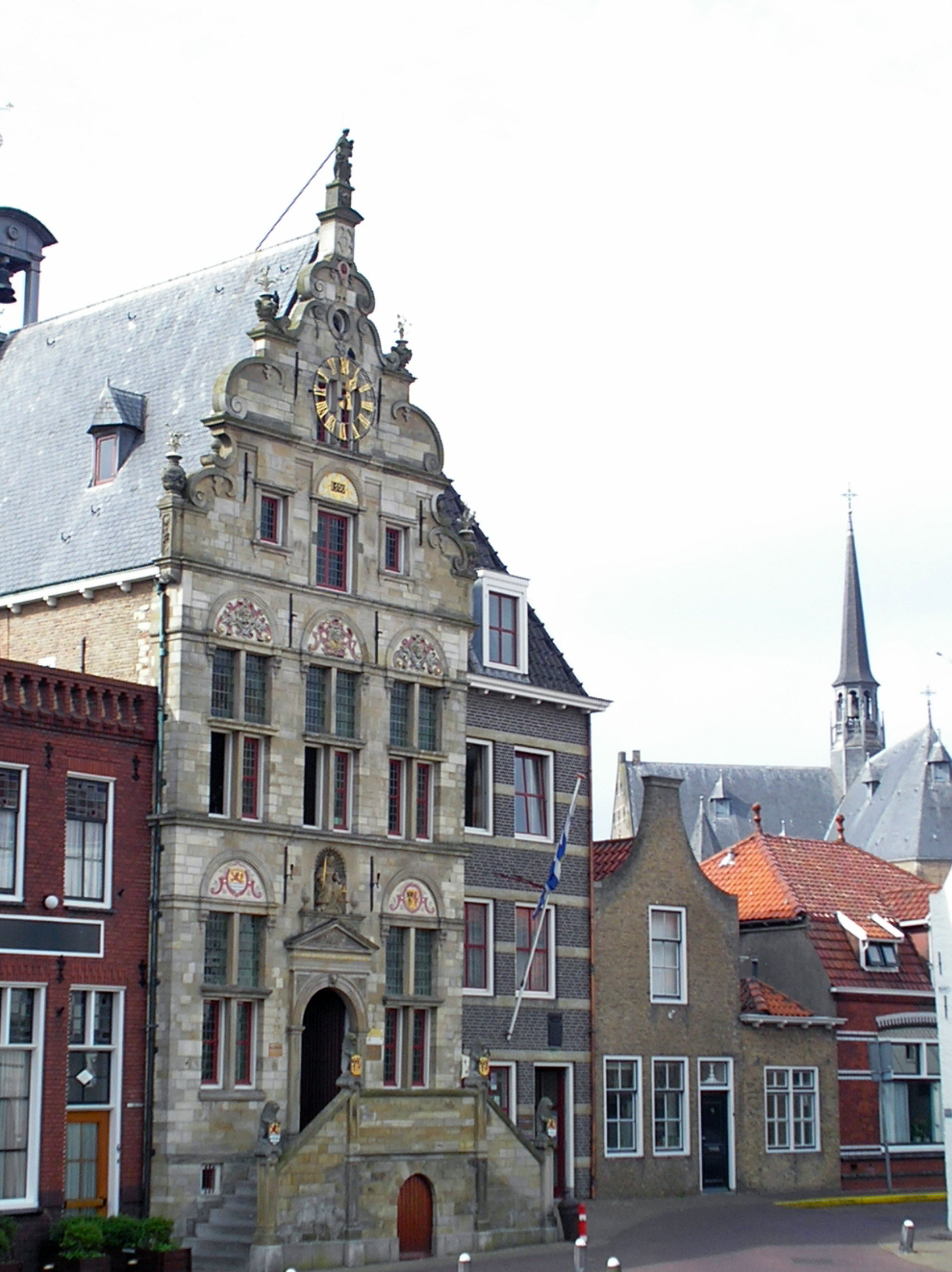
Будівля мерії
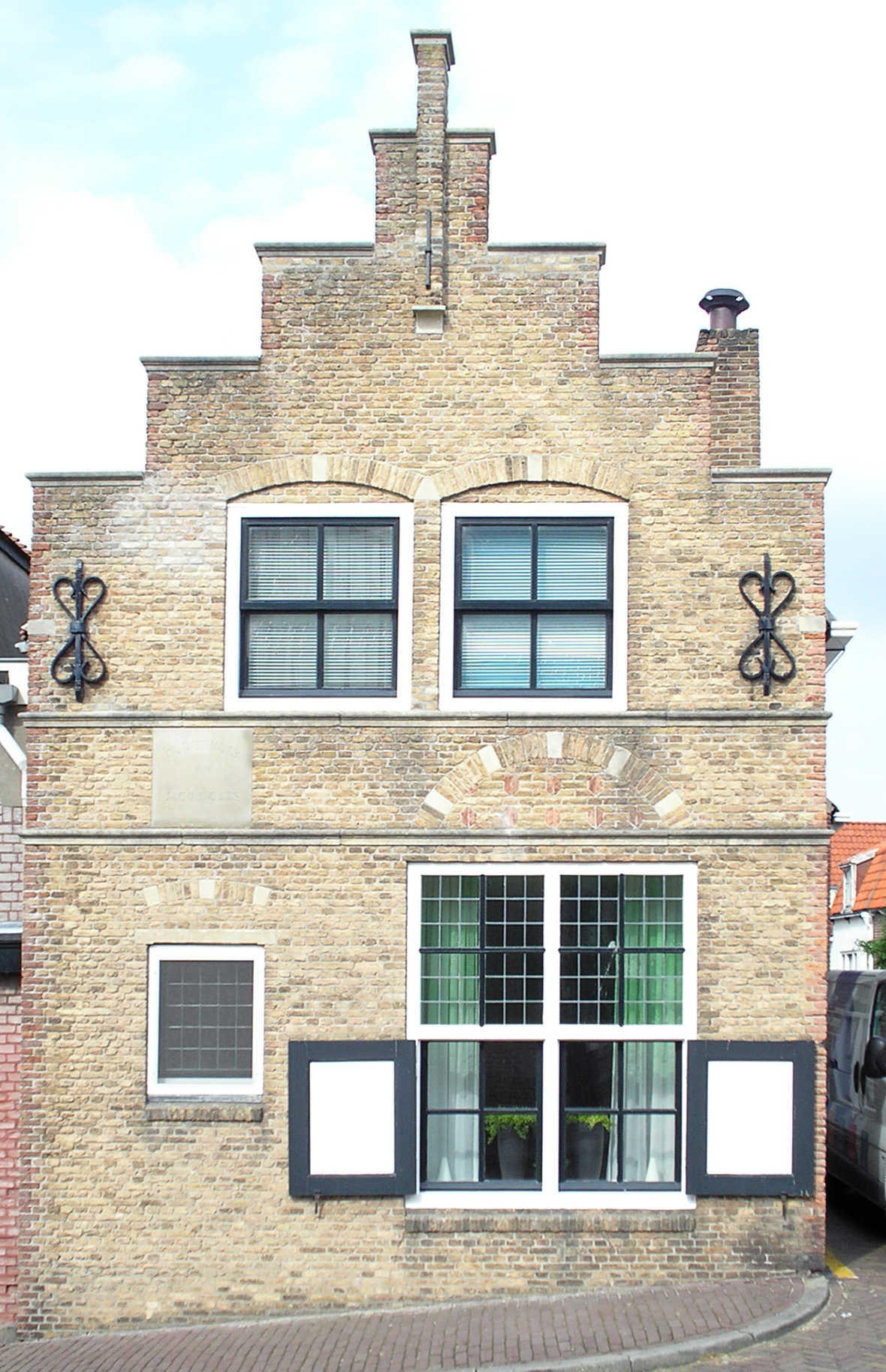
Будинок у Брауверсгавені